# The Revivals
Revival là một nhóm đấu vật chuyên nghiệp trong WWE, bao gồm Scott Dawson (tên thật David Harwood) và Dash Wilder (Daniel Wheeler). Đội thi đấu trên Raw. Ban đầu, họ làm việc với thương hiệu NXT của WWE, nơi họ trở thành Nhà vô địch Đội thẻ NXT hai lần đầu tiên.
Các nhà sách WWE ban đầu ghép cặp Wilder và Dawson vào năm 2014, sử dụng tên The Mechanicalics, và sau đó coi họ là Dash và Dawson khi họ ra mắt truyền hình. Cuối cùng, nhóm nghiên cứu đã thông qua cái tên "Sự hồi sinh" vào đầu năm 2016, tham khảo "hồi sinh" phong cách đấu vật cổ điển của những năm 1980, khiến hai người được so sánh với The Brain Busters (Arn Anderson và Tully Blanchard) - một của các đội hàng đầu của thập niên 1980. Nhóm nghiên cứu sử dụng cụm từ "Không lật, chỉ nắm tay" để truyền đạt kiểu vòng trong dựa trên mặt đất truyền thống hơn của họ trái ngược với phong cách bay cao hơn của một số đội đương đại.